# Lotsgatan

Lotsgatan (finska: Luotsikatu) är en gata i Helsingfors på Skatudden. Gatan sträcker sig numera från Hamngatan till Gördelgatan. Tidigare fortsatte den västerut till Kanalgatan genom en park, nära Uspenskijkatedralen, men denna del av gatan är numera en parkgång. Byggnaderna vid Lotsgatan är huvudsakligen byggda i slutet av 1800-talet och i början av 1900-talet i jugendstil. 

## Byggnader vid Lotsgatan

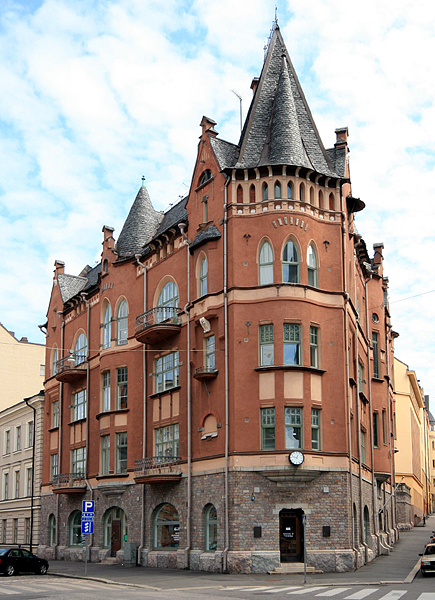
Tallberg, Lotsgatan 1.

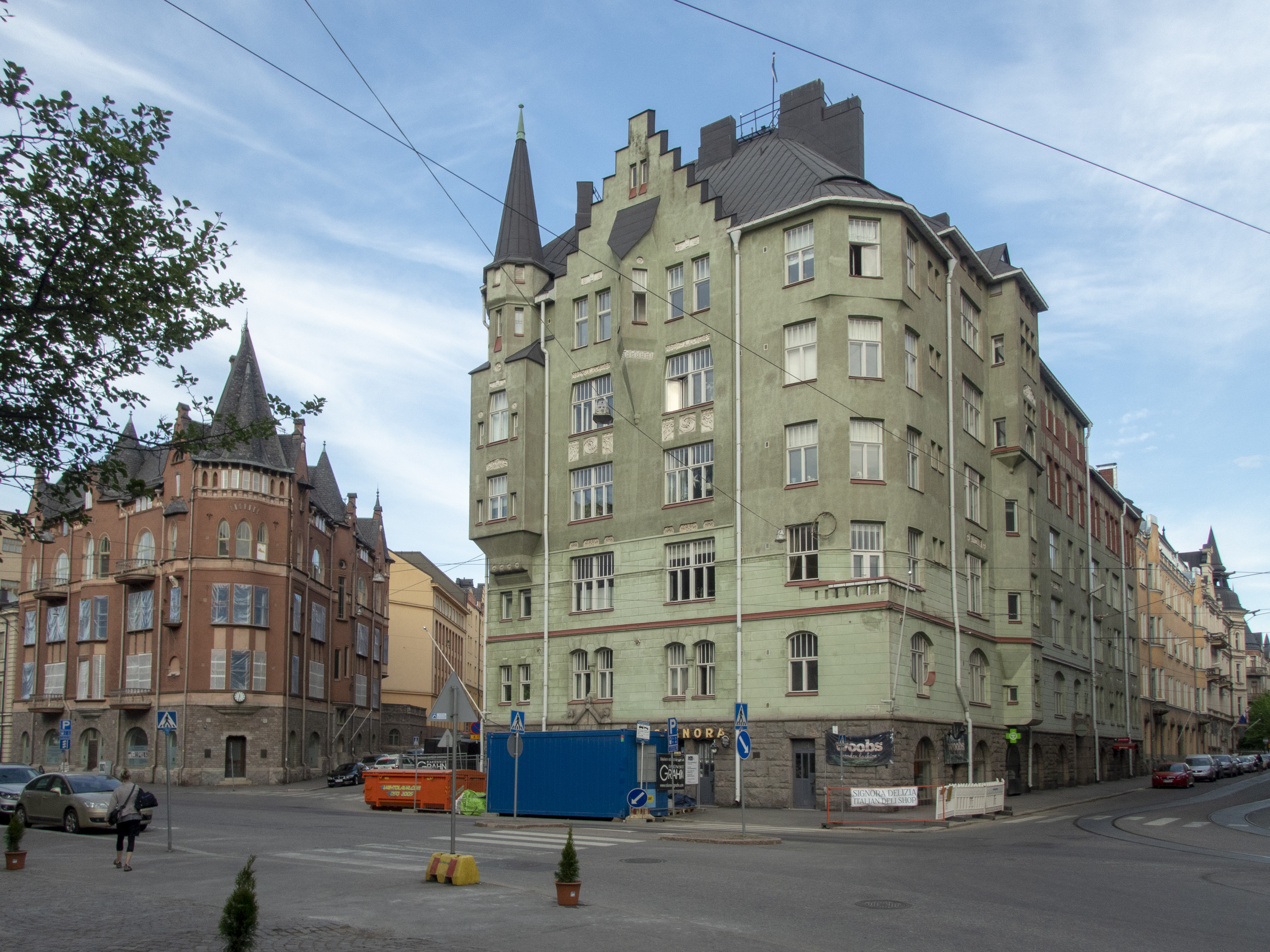
Aeolus, Lotsgatan 2.

| Adress       | År   | Arkitekt                      | Smeknamn  |
| ------------ | ---- | ----------------------------- | --------- |
| Lotsgatan 1  | 1898 | Gesellius-Lindgren-Saarinen   | Tallberg  |
| Lotsgatan 1a | 1938 | David Frölander-Ulf           |           |
| Lotsgatan 2  | 1903 | Selim A. Lindqvist            | Aeolus    |
| Lotsgatan 3  | 1903 | Gustaf Estlander              | Fridborg  |
| Lotsgatan 4  | 1906 | Gustaf Estlander              |           |
| Lotsgatan 5  | 1903 | Gesellius-Lindgren-Saarinen   | Eol       |
| Lotsgatan 6  | 1905 | Albert Nyberg                 | Oihonna   |
| Lotsgatan 7  | 1898 | Bruno Granholm                |           |
| Lotsgatan 8  | 1908 | F. Oskar Helenius             | Bellona   |
| Lotsgatan 9  | 1903 | Bruno Granholm                |           |
| Lotsgatan 10 | 1904 | von Essen, Kallio & Ikäläinen | Norma     |
| Lotsgatan 11 | 1904 | Vilho Lekman                  | Högborg   |
| Lotsgatan 12 | 1911 | Vilho Penttilä                | Luotsiola |
| Lotsgatan 13 | 1904 | K.Th. Nyberg, Bruno Granholm  | Klinten   |
| Lotsgatan 14 | 1911 | K.S. Kallio                   |           |
| Lotsgatan 16 | 1911 | O.E. Koskinen                 |           |
| Lotsgatan 18 | 1904 | Oscar Bomanson, Bertel Jung   | Koitto    |